# Silvius graecus
Silvius graecus är en tvåvingeart som beskrevs av Chvala, Lyneborg och Moucha 1972. Silvius graecus ingår i släktet Silvius och familjen bromsar.
Artens utbredningsområde är Grekland. Inga underarter finns listade i Catalogue of Life.